# Go Cam

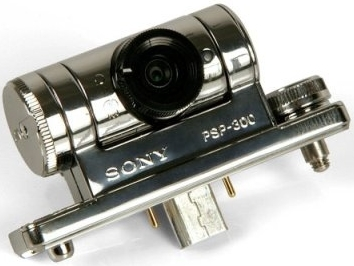
En Go Cam.

Go Cam, Chotto Shot (ちょっとショット, "Quick Shot") i Japan, skrivet Go!Cam i marknadsföringssyfte, är en digitalkamera från Sony Computer Entertainment till den bärbara spelkonsolen Playstation Portable. Tillbehöret placeras i USB-uttaget på konsolens övre långsida och kan ta stillbilder med en upplösning på upp till 1,3 megapixel. Kameran kan även spela in video med tillhörande ljud och kan användas för videosamtal över nätverk och internet med hjälp av tredjepartsprogram. I november 2009 släpptes en ny version av Go!Cam som kom med spelet Invizimals. Den nya kameran är lite mindre och är i svart plast, till skillnad från den äldre utgåvan som är i metall.